# Апостолакис, Стратос
Эфстратиос «Стра́тос» Апостола́кис (греч. Στράτος Αποστολάκης, род. 11 мая 1964, Агринион) — греческий футболист, защитник, и тренер.

## Карьера
Начал свою профессиональную карьеру в клубе из родного города, «Панетоликос», с которым провёл 4 сезона. Всего за клуб провёл 106 матчей и забил 11 голов. В 1985 году перешёл в «Олимпиакос» из города Пирей. За 5 лет, которых он провёл в клубе, Стратос стал чемпионом Греции обладателем национального кубка. Из-за его перехода из «Олимпиакоса» в «Панатинаикос» в 1990 году был отменён Суперкубок Греции того года, чтобы предотвратить беспорядки со стороны фанатов обоих клубов. За столичный клуб Стратос провёл 8 сезонов, приняв участия в 249 матчах и забив 21 гол. Окончил карьеру в 1998 году.
За сборную Греции провёл 96 матчей (5-й результат за всю историю) и забил 5 голов. Участник чемпионата мира 1994 в США.
В 2001 году, в течение 6 месяцев, был главным тренером «Панатинаикоса». В 2004 году был тренером Олимпийской сборной Греции на Олимпиаде 2004 в Афинах.

## Достижения

### «Олимпиакос»
- Чемпион Греции: 1986/87
- Обладатель Кубка Греции: 1990

### «Панатинаикос»
- Чемпион Греции: 1990/91, 1994/95, 1995/96
- Обладатель Кубка Греции: 1991, 1993, 1994, 1995